# Манстер, Пол
Пол Манстер (англ. Paul Munster; род. 9 февраля 1982, Белфаст) — североирландский футболист, ныне — тренер и функционер.

## Карьера

### Футболиста
Футболом начал заниматься в Северной Ирландии. Там он входил в состав молодёжной команды «Клифтонвилла». Однажды Манстер приехал в канадский город Китченер для участия в шестинедельном спортивном и школьном обмене для тренерской работы. Во время проведения одного из занятий он сильно повредил связки колена, из-за которых он не смог продолжить карьеру. В 2004 году Манстер вернулся в Канаду для помощи английскому тренеру Эдди Эдгару для помощи в работе местной футбольной академии. Он помог ему вернуться в футбол, после чего форвард попробовал себя в резервной команде «Лондон Сити». В трёх матчах за неё ему удалось забить 12 мячей. Благодаря сверхголевому началу североирландец с ходу был переведён в главную команду. Уже в своём дебютном сезоне на взрослом уровне Манстер забил за «Лондон Сити» 25 мячей в 19 матчах и стал лучшим бомбардиром полупрофессиональной Канадской футбольной лиги. По окончании сезона ему также был вручен приз как «Лучшему новичку года» в турнире.
На успехи нападающего обратили внимание в Европе. В 2004 году он подписал контракт с пражской «Славией». Однако закрепиться в новой команде ему не удалось: всего за неё он сыграл в элитной чешской Гамбринус лиге всего три матча. В 2006 году североирландец некоторое время выступал во втором шведском дивизионе — Суперэттане — за «Эребру». В 2008 году Манстер вернулся на родину: вместе с «Линфилдом» он побеждал в чемпионате и в Кубке Северной Ирланидии по футболу. В январе 2011 года нападающий попал в сферу интересов итальянского клуба «Эллас Верона» (выступавшего на тот момент в Серии C), однако переходить в него он отказался. Завершал свою карьеру Манстер в немецком коллективе одной из низших лиг «Анкер Висмар».

### Тренера
Закончив играть, Манстер вернулся в Швецию, где он работал с клубами из низших лиг, а также с юниорами «Эребру». В феврале 2019 года молодой специалист возглавил сборную Вануату. На этой должности он продержался недолго и в том же году он стал главным тренером командой элитной Первой лиги Индонезии «Бхаянгкара». Вместе с ней он завоевывал призовые места в местном чемпионате и квалифицировался в Кубок АФК.
17 августа 2022 года Пол Манстер занял пост технического директора национальной сборной Брунея. Вскоре она впервые за 26 лет смогла отобраться на Чемпионат АСЕАН.

## Достижения

### Командные
- Чемпион Северной Ирландии (3): 2007/08, 2009/10, 2010/11.
- Серебряный призёр чемпионата Северной Ирландии (1): 2008/09.
- Обладатель Кубка Северной Ирландии (2): 2009/10, 2010/11.
- Серебряный призёр чемпионата Чехии (1): 2004/05.
- Чемпион Суперлиги штата Пенджаб (1): 2018.
- Обладатель Кубка Швеции (до 19 лет) (1): 2017.
- Обладатель Кубка Симреап Супер Азия (1): 2020.

### Индивидуальные
- Лучший бомбардир Канадской футбольной лиги (1): 2004.
- Лучший новичок Канадской футбольной лиги (1): 2004.
- Игрок года в «Линфилде» (1): 2008/09[21].